# Wacław Kuchar

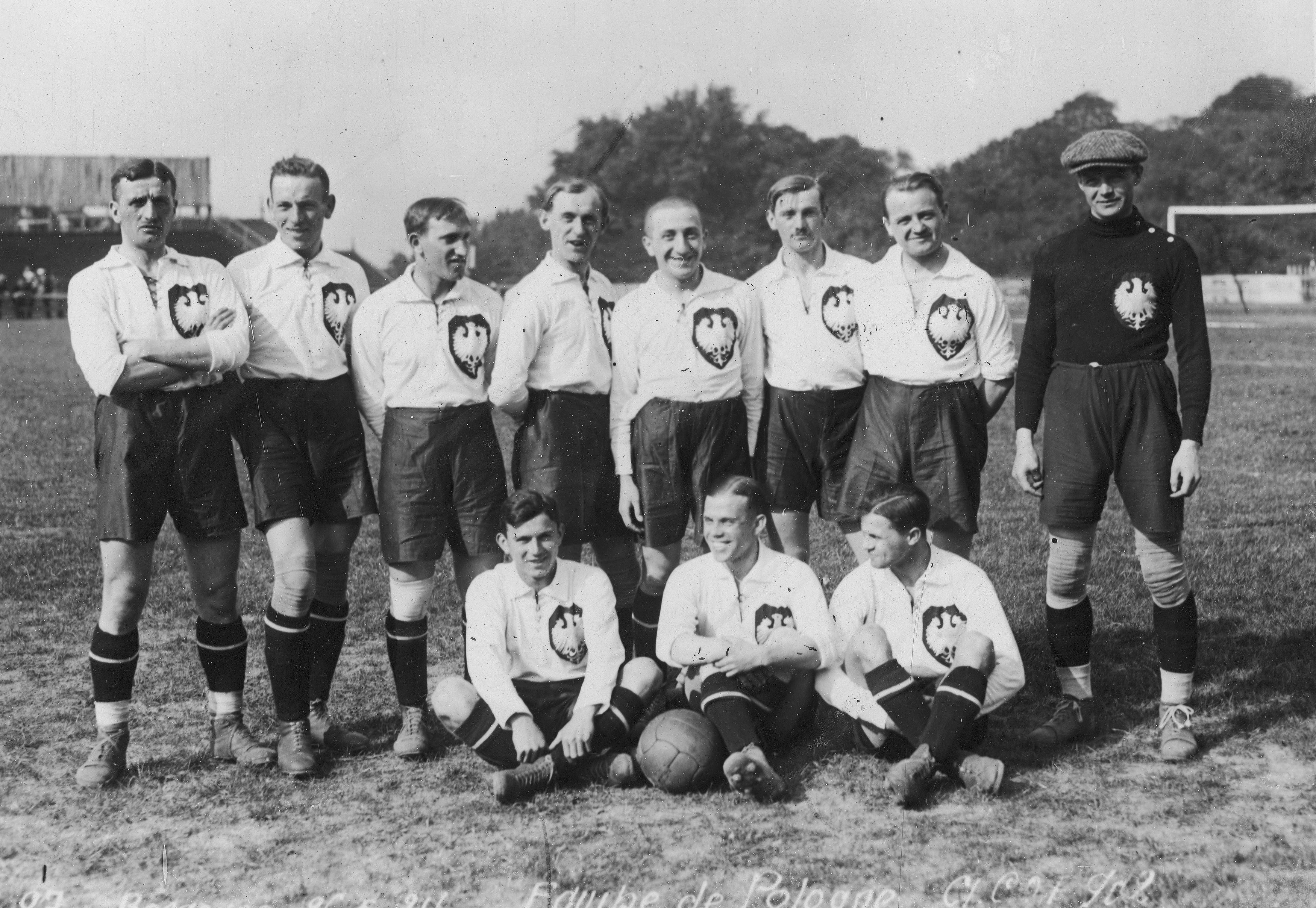
Reprezentacja Polski podczas Igrzysk Olimpijskich w 1924. Kuchar stoi trzeci od prawej

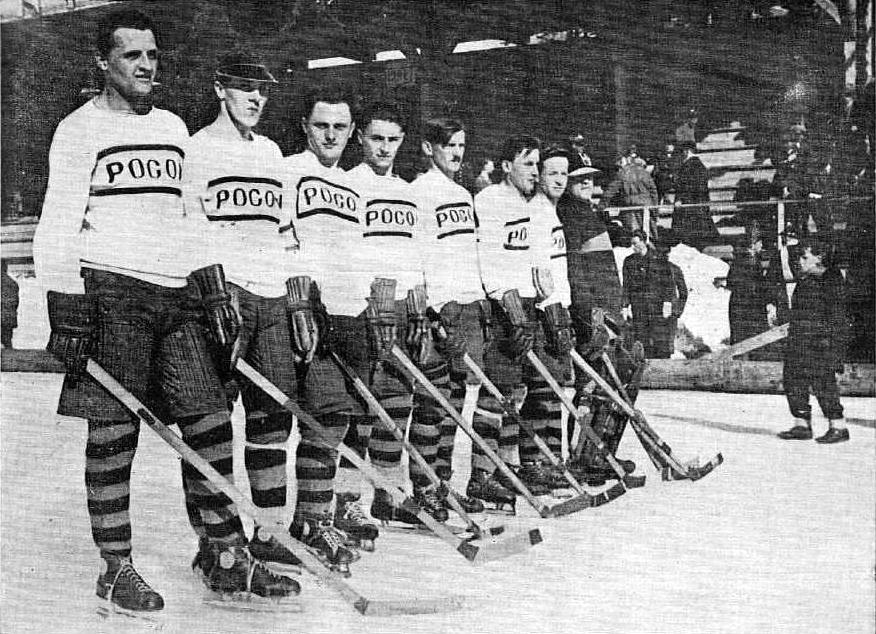
Hokejowa Pogoń Lwów w 1929. Kuchar stoi piąty od lewej

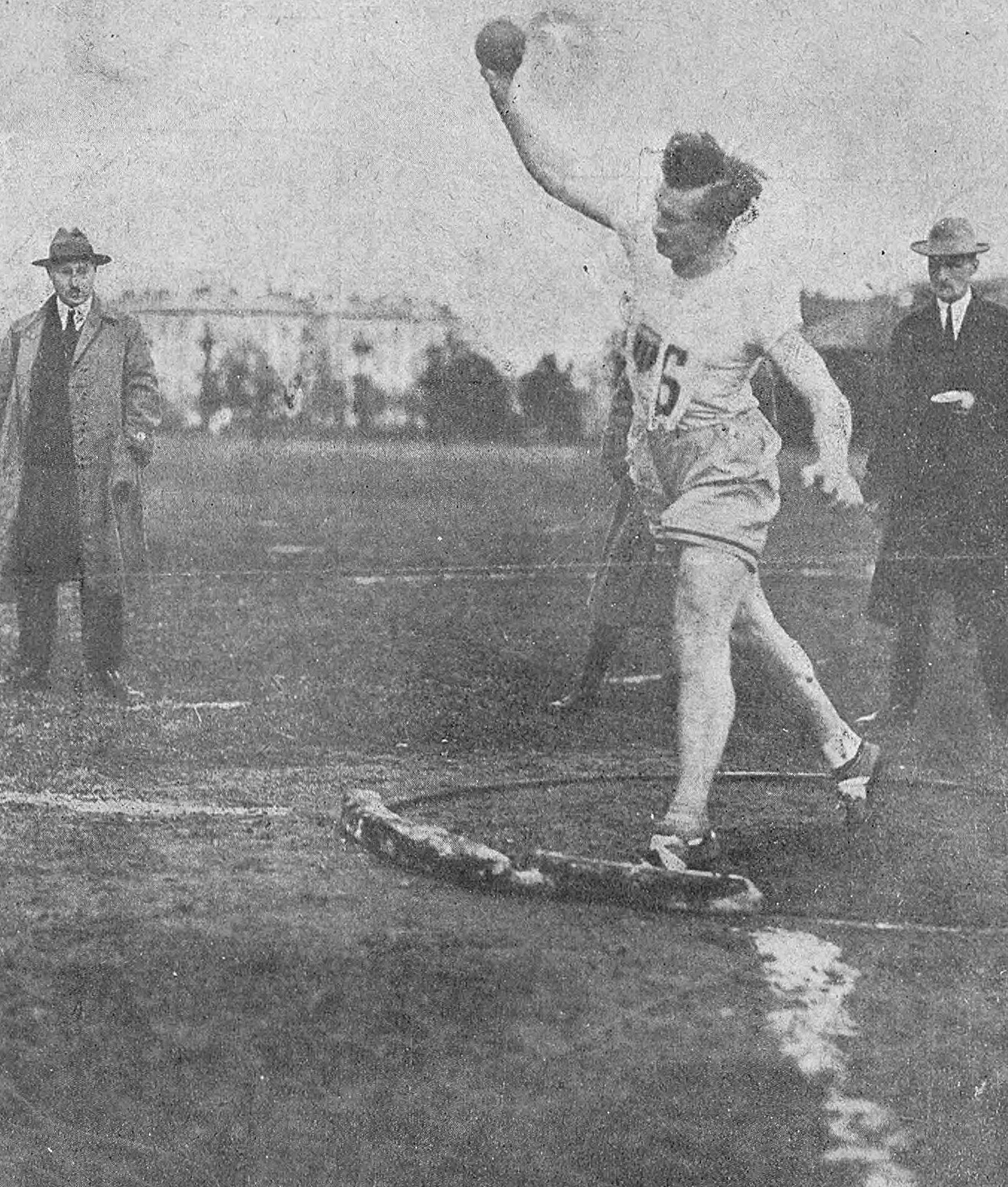
Wacław Kuchar pcha kulą w trakcie zwycięskiego dziesięcioboju na MP 1924

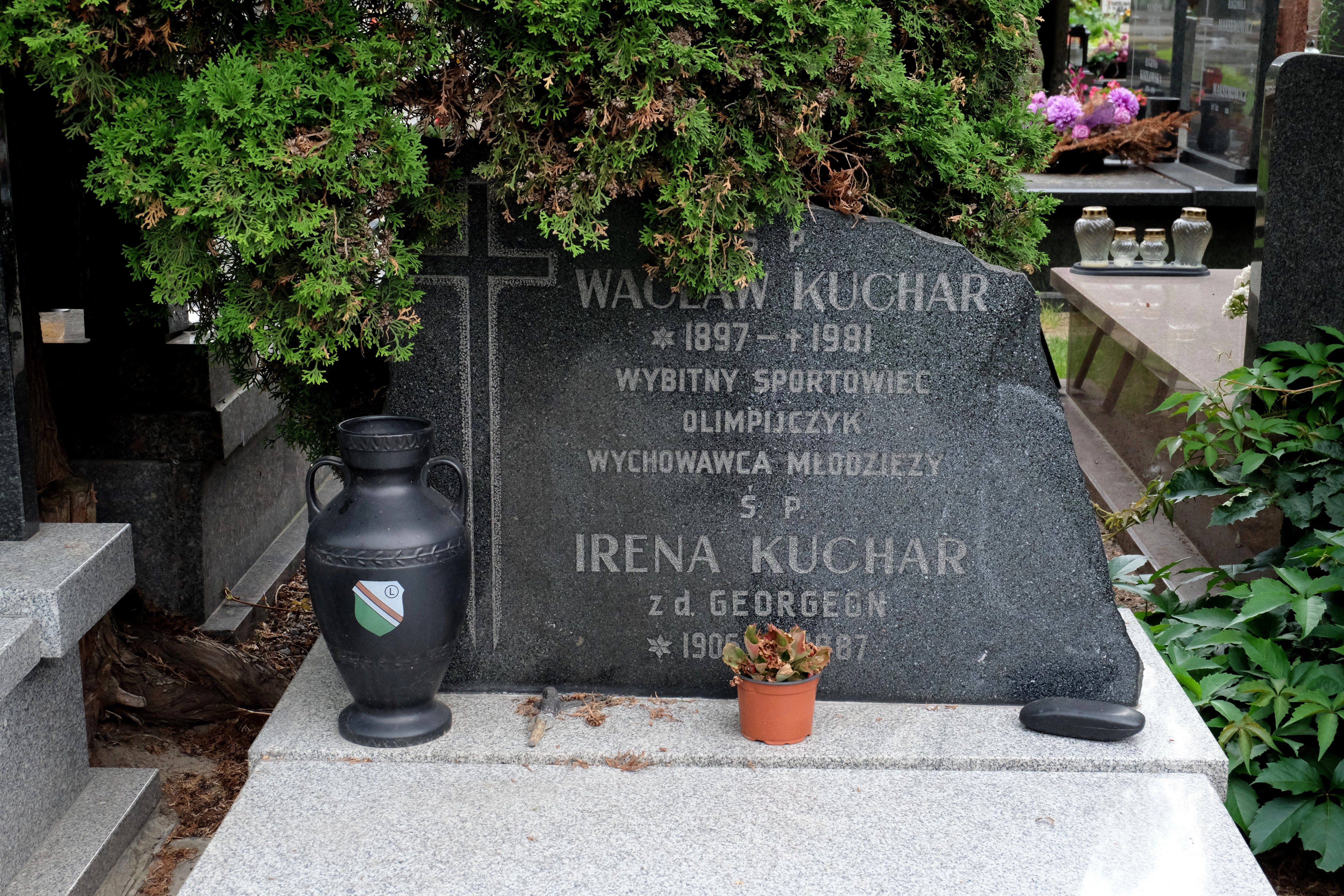
Grób Wacława Kuchara

Wacław Michał Kuchar (ur. 16 września 1897 w Łańcucie, zm. 13 lutego 1981 w Warszawie) – polski wszechstronny sportowiec, reprezentant Polski w hokeju na lodzie, lekkoatletyce, łyżwiarstwie szybkim i piłce nożnej, olimpijczyk, porucznik artylerii Wojska Polskiego.

## Życie prywatne
Urodził się 16 września 1897 w rodzinie pochodzenia węgierskiego jako syn Ludwika (1865–1917) i Ludwiki z domu Drzewieckiej. Ojciec był przemysłowcem i sponsorem klubu LKS Pogoń Lwów. Jego braćmi byli wszechstronni sportowcy (związani z klubem LKS Pogoń Lwów, w tym z sekcją piłki nożnej) i oficerowie Wojska Polskiego: Tadeusz (1891–1966, także trener i działacz sportowy) i Władysław (1895–1983, także działacz sportowy). Jego rodzeństwem byli również: Kazimiera (1899–1981, po mężu Chodkiewicz), Karol (1892–1960), Kinga (zm. 1894), Mieczysław (1902–1939, piłkarz, bramkarz Pogoni Lwów) oraz Zbigniew (1905–1945, także hokeista Pogoni).
12 października 1915 zdał wojenny egzamin dojrzałości w C. K. II Szkole Realnej we Lwowie, a dwa dni później wystąpił ze szkoły, będąc w VI klasie. Studiował na Politechnice Lwowskiej.
Ożenił się z Ireną Georgeon (1906–1987, jej siostra Maria została żoną Stanisława Kuniczaka, kierownika sekcji piłkarskiej Pogoni Lwów, sędziego piłkarskiego, także oficera lwowskiego 5 pułku artylerii polowej). Ojciec Marii Elwiry Kuchar, dziadek Wacława i Tomasza Bielawskich.

## Służba wojskowa
Wcielony do wojska austriackiego w 1915, ukończył szkołę oficerską. Jako ochotnik przyjęty 6 listopada 1918 do Wojska Polskiego w stopniu podporucznika. U kresu I wojny światowej brał udział w obronie Lwowa w trakcie wojny polsko-ukraińskiej. W szeregach 5 Lwowskiego pułku artylerii polowej walczył w wojnie polsko-bolszewickiej. W 1920 został awansowany do stopnia porucznika rezerwy artylerii ze starszeństwem z dniem 1 czerwca 1919. W 1922 przeniesiony do rezerwy w stopniu porucznika, jego oddziałem macierzystym był 5 pułk artylerii polowej we Lwowie, do którego był przydzielony jako oficer rezerwowy w latach 20.. W 1934 w dalszym ciągu miał przydział w rezerwie do 5 pułku artylerii lekkiej we Lwowie.

## Kariera sportowa
18 maja 1919 strzelił dla Pogoni 5 goli w pierwszym w historii meczu niepodległej Polski, zwyciężając zespół 5 pułku piechoty 9:3. Uprawiał m.in. lekkoatletykę, piłkę nożną (napastnik, później pomocnik), łyżwiarstwo szybkie i hokej na lodzie. Wielokrotny mistrz Polski i reprezentant kraju we wszystkich wymienionych dyscyplinach. Łącznie odnosił osiągnięcia w dziewięciu dyscyplinach sportowych. Całe życie związany ze Lwowem i reprezentujący barwy lwowskiej Pogoni. Wielokrotny mistrz Lwowa.
Został jako pierwszy wybrany na sportowca roku w Plebiscycie Przeglądu Sportowego 1926, w Plebiscycie 1927 zajął 10. miejsce. Olimpijczyk z Paryża 1924 jako napastnik drużyny piłki nożnej. Trener drużyny Dynamo Lwów.

### Hokej na lodzie
Należał do inicjatorów powołania sekcji hokeja na lodzie w klubie Pogoń Lwów w grudniu 1925 roku. W 1927 z drużyną Pogoni Lwów zdobył 3. miejsce w mistrzostwach Polski. W tym samym roku był członkiem reprezentacji Polski na mistrzostwach Europy. W kolejnym roku zdobył 4. miejsce na mistrzostwach Polski. Dwa lata później zdobył srebrny medal mistrzostw Europy, po porażce w finale z reprezentacją Czechosłowacji. 9 razy wystąpił w reprezentacji hokeja na lodzie. W tym samym roku z klubem Pogoń Lwów zdobył wicemistrzostwo Polski. Został powołany do kadry na igrzyska olimpijskie w Sankt-Moritz, jednak nie pojechał, ponieważ nie mógł uczestniczyć w przygotowaniach. W 1930 roku na mistrzostwach Europy był kierownikiem technicznym drużyny hokejowej, w tym samym roku obronił wicemistrzostwo Polski z Pogonią Lwów. W 1933 został zgłoszony przez Polski Związek Hokeja na Lodzie jako sędzia. W tym samym roku zdobył z Pogonią Lwów tytuł mistrza Polski w hokeju na lodzie ex aequo z Legią Warszawa. Wyczynowe uprawianie hokeja na lodzie zakończył w 1935 roku. W 1939 roku zgłoszony przez Polski Związek Hokeja na Lodzie jako arbiter na Zimowe Igrzyska Olimpijskie 1940 (nie odbyły się).

### Piłka nożna
Piłkę nożną zaczął trenować w 1912 w Pogoni Lwów. W drużynie Pogoni Lwów występował do 1934 roku. W kwietniu 1920 uczestniczył w przygotowaniach Reprezentacji Polski do Letnich Igrzysk Olimpijskich w Antwerpii. 18 grudnia 1921 był uczestnikiem pierwszego w historii meczu reprezentacji polski w piłce nożnej przeciwko reprezentacji Węgier. W tym samym roku zostaje wicemistrzem Polski, przegrywając w finale z drużyną Cracovii 5:2.
W sezonie 1922 został mistrzem Polski z drużyną Pogoni Lwów i zdobył tytuł króla strzelców. W sezonie 1922 zdobył 21 bramek. Początkowo grał na pozycji napastnika, a następnie środkowego pomocnika. W 1929 roku dostał ostatnie powołanie do reprezentacji Polski w charakterze rezerwowego. W tym samym roku został trenerem Pogoni Lwów. W 1936 roku został sędzią piłkarskim. W tym samym roku został szefem Lwowskiego Okręgowego Związku Piłki Nożnej.
Pogoń Lwów:
- 168 cm / 65 kg
- lata gry: 1912–1935
- Mistrz Polski: 1922, 1923, 1925, 1926
- Król strzelców mistrzostw Polski: 1922 (21 goli), 1926 (wspólnie z Józefem Garbieniem, również z Pogoni Lwów – po 11 goli)
- rozegrał w klubie 1052 mecze, strzelając 1065 goli (pierwszy w 1912 w Stryju, ostatni w maju 1945 w barwach Dynama Lwów jako grający trener[1])[28]
- w rozgrywkach o mistrzostwo Polski reprezentował barwy Pogoni 198 razy, zdobył 98 bramek
- występował na pozycji środkowego napastnika[29]

Piłkarska reprezentacja Polski:
- 23 oficjalne mecze (plus 2 nieoficjalne)
- 5 bramek (4 w meczach nieoficjalnych)
- debiut: 18 grudnia 1921 Węgry-Polska 1-0 (pierwszy mecz polskiej reprezentacji)
- ostatni mecz: 27 października 1928 Czechosłowacja-Polska 3-2
- Trener reprezentacji Polski 1947–1949
- Dwukrotnie Honorowy Członek PZPN

### Lekkoatletyka
Należał do sportowców kładących podwaliny lekkoatletyki. Uprawiał konkurencje biegowe, a także skoki i rzuty. Znalazł się w gronie lekkoatletów nominowanych do kadry na igrzyska olimpijskie w 1920. Z powodu wojny polsko-bolszewickiej Polska nie wysłała jednak ostatecznie reprezentacji.
17 i 18 lipca 1920 zdobył tytuły mistrza Polski w biegu na 110 metrów przez płotki i biegu na 800 metrów. W 1921 roku zdobył tytuł mistrza Polski w biegu na 800 metrów, w tym samym roku zdobył także mistrzostwo Polski w trójskoku. Wystąpił w rozgrywanym 5 i 6 sierpnia 1922 trójmeczu Polska – Czechosłowacja – Jugosławia. W zawodach zajął 1. miejsce w skoku wzwyż, w trójskoku był drugi, a w biegu na 110 m przez płotki – trzeci.
W 1923 roku zdobył tytuł mistrza Polski w biegu na 400 metrów przez płotki, skoku wzwyż i dziesięcioboju. W 1924 obronił tytuł mistrza Polski w dziesięcioboju.
Był także rekordzistą Polski w biegach na 800 m i 400 m przez płotki, w skoku wzwyż, dziesięcioboju oraz w sztafecie 4 x 400 m i sztafecie szwedzkiej. Po zakończeniu kariery lekkoatletycznej w latach 1936-1939 pełnił funkcję prezesa Okręgowego Związku Lekkiej Atletyki we Lwowie.

### Łyżwiarstwo szybkie
Od 1922 roku startował w łyżwiarstwie szybkim. Jego głównym rywalem był Leon Jucewicz. W 1924 przegrał z nim rywalizację o prawo startu na igrzyskach olimpijskich w Chamonix. Był pięciokrotnym mistrzem Polski w wieloboju w 1922, 1923, 1924, 1927 i 1928 roku. W 1929 roku zdobył wicemistrzostwo Polski. Zdobył w sumie 18 tytułów mistrza kraju na dystansach 500 m: w 1922, 1923 1927 1928 i 1929, na 1500 m: w 1922, 1923, 1927 i 1928 roku i 10 000 m w 1924, 1927, 1928 i 1929 roku. Jest także kilkukrotnym rekordzistą kraju na dystansach 500, 1500 i 5000 m.
W 1925 roku wystartował w Mistrzostwach Europy w Łyżwiarstwie Szybkim w Sankt Moritz (Szwajcaria), zajmując 7. miejsce.(zajął 7. miejsce na 5 000 m i 5 na 10 000 m). Ponadto:
- 22-krotny mistrz Polski w łyżwiarstwie szybkim w latach 1922–1929,
- z Pogonią Lwów mistrz Polski w hokeju na lodzie w 1933 (ex aequo z Legią Warszawa),
- sędzia hokeja na lodzie,
- w 1937 członek sądu honorowego LKS Pogoń Lwów[33].

### Po II wojnie światowej
Po przymusowym opuszczeniu Lwowa osiadł na pewien czas w Bytomiu i zaangażował się w założenie i działalność Polonii Bytom (klubu kontynuującego tradycje Pogoni Lwów), głównie w sekcji hokejowej Polonii. Następnie zamieszkał w Warszawie. Po zakończeniu kariery trener, sędzia i działacz sportowy. Został selekcjonerem reprezentacji polski w hokeju na lodzie i piłce nożnej. W latach 1949–1953 był trenerem Legii Warszawa. Następnie w latach 1954-1957 był trenerem Polonii Warszawa. Przez ponad 30 lat pracował w Legii Warszawa, w uznaniu jego zasług przed meczem ligowym Legia - Śląsk Wrocław 10 września 1977 na stołecznym Stadionie Wojska Polskiego odbyła się uroczystość okolicznościowa z okazji jego 80. urodzin. Pochowany na Cmentarzu Wojskowym na Powązkach w Warszawie (kwatera MII-5-4).

## Ordery i odznaczenia
- Order Sztandaru Pracy II klasy[37]
- Krzyż Oficerski Orderu Odrodzenia Polski[11]
- Krzyż Kawalerski Orderu Odrodzenia Polski[11]
- Krzyż Walecznych (1922)[38]
- Złoty Krzyż Zasługi (19 marca 1931)[39]
- Medal Niepodległości (9 listopada 1933)[40]
- Krzyż Obrony Lwowa
- Odznaka Honorowa „Orlęta”

## Upamiętnienie
Wacław Kuchar jest od 2011 patronem Szkoły Podstawowej nr 54 w Bytomiu. Od sezonu 1986/87 pod patronatem PZPN prowadzone są rozgrywki o Puchar im. Wacława Kuchara, w których obecnie rywalizują reprezentacje szesnastu wojewódzkich związków piłki nożnej w kategorii chłopców do lat 14.
W 2015 w Alei Gwiazd Sportu we Władysławowie odsłonięto gwiazdę Wacława Kuchara.